# Shigeo Itoh
Shigeo Itoh (Yamaguchi, 21 de janeiro de 1945) é mesa-tenista japonês campeão asiático e mundial. Começou a treinar aos 11 anos, mas em sua infância não teve muito destaque. Somente começou a levar a sério quando entrou na faculdade. Apesar de canhoto, como jogador era destro porque seus colegas não gostavam de treinar com canhoto.

## Principais títulos
- 1967/1968 - Campeão japonês[1]
- 1967 - Campeão asiático por equipes e de duplas[2]
- 1968 - Campeão asiático de duplas mistas e por equipes; vice campeão  individual e de duplas
- 1970 - Campeão asiático de duplas e por equipes[2]
- 1969 - Campeão mundial individual e por equipes[1][2]
- 1971 - Vice campeão mundial individual e por equipes[1][2]